# Klosterkirche Muri

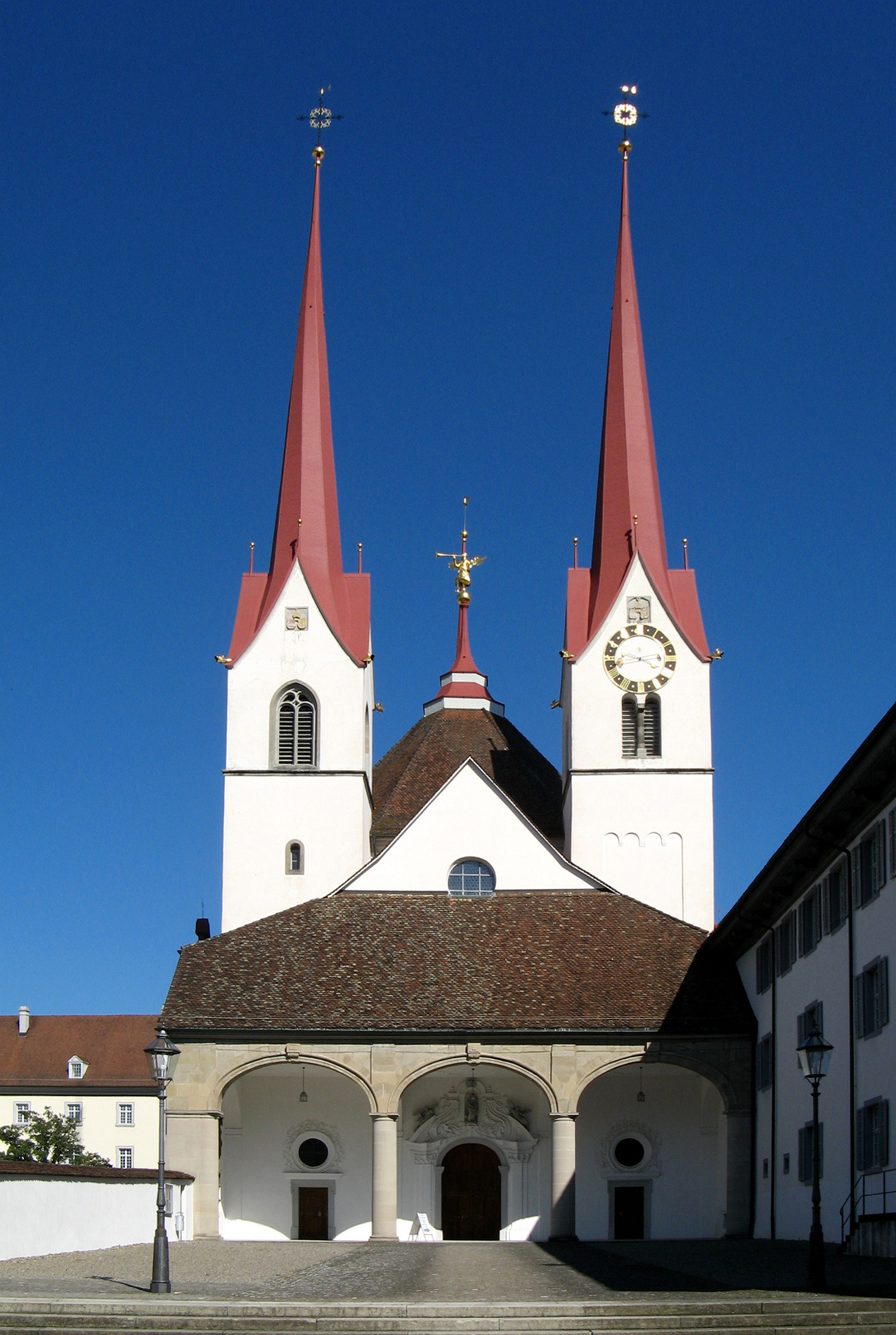
Vorderseite der Klosterkirche

Die Klosterkirche St. Martin ist das Kirchengebäude des Klosters Muri, einer ehemaligen Benediktinerabtei in Muri im Kanton Aargau (Schweiz). Sie ist dem Heiligen Martin von Tours geweiht und steht im Winkel zwischen Kreuzgang und Ostflügel. Kloster und Klosterkirche sind zusammen ein Kulturgut von nationaler Bedeutung.
Die Kirche entstand Mitte des 11. Jahrhunderts im romanischen Stil, rund drei Jahrzehnte nach der Klostergründung durch die Habsburger. Aus dieser Zeit erhalten geblieben sind der Unterbau der zwei Kirchtürme, die Mauern des Querschiffs und des Chors sowie die Krypta. Brände und Plünderungen im 14. Jahrhundert hatten grosse Schäden zur Folge und führten zu einer allmählichen Anpassung der Bausubstanz an die Gotik.
Im Auftrag von Abt Plazidus Zurlauben und nach Plänen des Baumeisters Giovanni Battista Bettini wurde das Kirchenschiff zwischen 1694 und 1697 durch ein barockes Oktogon ersetzt. Auf diese Weise entstand der grösste Kuppelzentralbau der Schweiz. Zwischen 1743 und 1750 erhielt die Klosterkirche den grössten Teil ihrer heutigen Ausstattung im Rokoko-Stil. Nach der Aufhebung des Klosters im Jahr 1841 blieb die Kirche fast ein Jahrzehnt lang ungenutzt. Ab 1850 verwendete die römisch-katholische Kirchgemeinde Muri sie für Gottesdienste, 1941 ging das Gebäude in ihren Besitz über. Die Klosterkirche verfügt über fünf Orgeln (die älteste aus dem Jahr 1630), weshalb hier häufig Konzerte durchgeführt werden.

## Geschichte

### Romanisch-gotischer Vorgängerbau

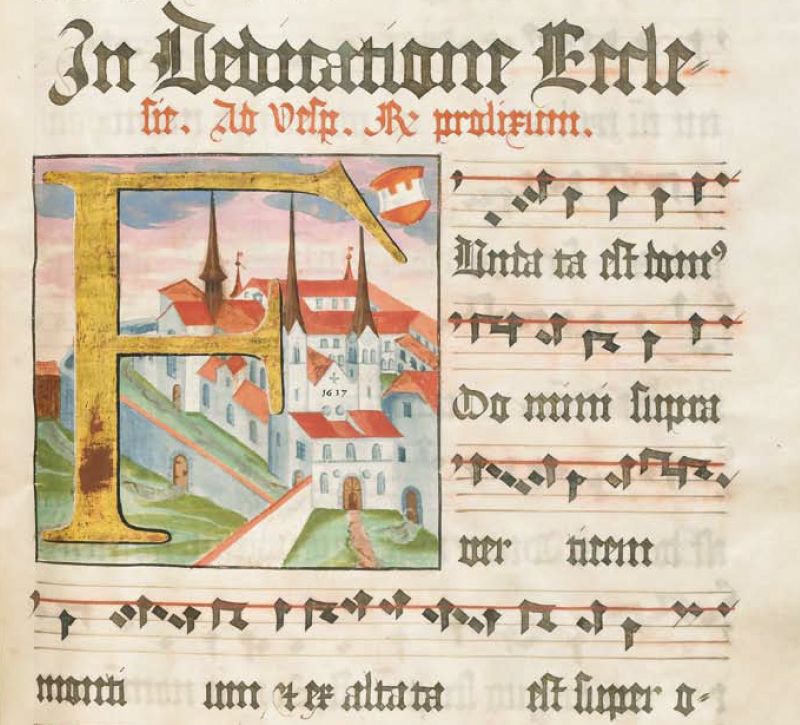
Dieses Antiphonar aus dem Jahr 1617 zeigt das Kloster vor dem barocken Umbau, inkl. Bibliothek über der Vorhalle

Gemäss den Acta Murensia stifteten Ita von Lothringen und Radbot von Habsburg das Kloster im Jahr 1027. Fünf Jahre später begann unter Propst Reginbold der Bau der Klosterkirche, wobei zunächst eine bereits bestehende Kirche abgebrochen und an anderer Stelle neu errichtet werden musste (die heutige Pfarrkirche St. Goar). Die Bauarbeiten zogen sich über drei Jahrzehnte hin und waren unter Abt Burkard beendet. Rumold von Bonstetten, der Bischof von Konstanz, nahm am 11. Oktober 1064 die Kirchweihe zu Ehren des Heiligen Martin von Tours vor. Die Acta Murensia erwähnen neben dem Hauptaltar einen Marien- und einen Petrusaltar im Querschiff, einen Mauritiusaltar in der Krypta sowie einen Benediktaltar. Hinzu kam eine Johanneskapelle, die vermutlich ausserhalb der Klosterkirche stand.
Durch die Ausnutzung einer Geländestufe war für die Krypta nur wenig Aushub erforderlich. Das etwa 20 Meter lange Laienhaus war dreischiffig, gegliedert durch je drei Bögen. Daran schloss sich im Westen eine eingeschossige Vorhalle mit den beiden Kirchtürmen an. Dieser Teil diente als Begräbnisstätte, nachgewiesen durch einen im Jahr 1674 gefundenen Grabstein mit dem Wappen der Lenzburger. Östlich des Querschiffes schloss sich das Altarhaus an, das leicht nach Osten geknickt war. Die Anlage des 11. Jahrhunderts machte einen kurzen und gedrungenen Eindruck. Es dürfte sich um eine flach gedeckte Basilika ohne Emporen gehandelt haben. Von der romanischen Kirche sind der Unterbau der Türme, die Mauern des Querschiffs und des Chors sowie die Krypta erhalten geblieben.
Laut der zwischen 1683 und 1693 von Pater Anselm Weissenbach verfassten Klosterchronik richteten Brände in den Jahren 1300 und 1363 grosse Schäden an, ebenso Plünderungen durch die Eidgenossen während des Sempacherkriegs im Jahr 1386. Aus diesen Gründen ging die ursprüngliche Ausstattung der Klosterkirche vollständig verloren. Allmählich veränderte sich das Äussere der Kirche durch das Hinzufügen gotischer Stilelemente. Um die Mitte des 15. Jahrhunderts diente die Krypta als Kapitelsaal. Im Jahr 1491 entstand über der Vierung ein Dachreiter, der «Güggelturm». 1509 liess Abt Laurentius von Heidegg an der Epistelseite des Chors eine Abtskapelle anfügen, ein Jahr später ein neues Gewölbe über dem Altarhaus errichten. 1528 gab er einen steinernen Lettner zwischen Vierung und Laienhaus in Auftrag.
Truppen aus dem reformierten Bern, die zu spät zur Schlacht bei Kappel erschienen waren, richteten Mitte Oktober 1531 bei einem Bildersturm abermals grosse Schäden an; dabei zerstörten sie auch Chorgestühl und Fenster. Melchior, der Suffraganbischof von Konstanz, weihte die Kirche am 11. und 12. Oktober 1532 neu ein. Neun Jahre später folgte die Rekonziliation dreier weiterer Altäre in der Krypta, in der Abtskapelle und vor dem Chor. Laurentius von Heidegg finanzierte die Instandsetzung der Kirche und der übrigen Klosteranlagen zum Teil aus seinem Privatvermögen. 1558 wurden der Nord- und der Südturm erneuert. 1575 entstand eine neue Vorhalle, von den beiden Portalen blieb das äussere erhalten. Die Vorhalle besass von 1609 bis 1810 ein aufgesetztes Stockwerk, in dem die Klosterbibliothek untergebracht war. Für die Reliquien der Katakombenheiligen Leontius und Benedikt Martyr wurden 1648 neue Altäre errichtet, 1673/74 folgte ein neuer Hochaltar. Während der Amtszeit von Abt Hieronymus Troger wurde das Innere der Klosterkirche (mit Ausnahme des Altarhauses) mit Stuck ausgeschmückt, dem Geschmack der damaligen Zeit entsprechend.

### Barocker Umbau

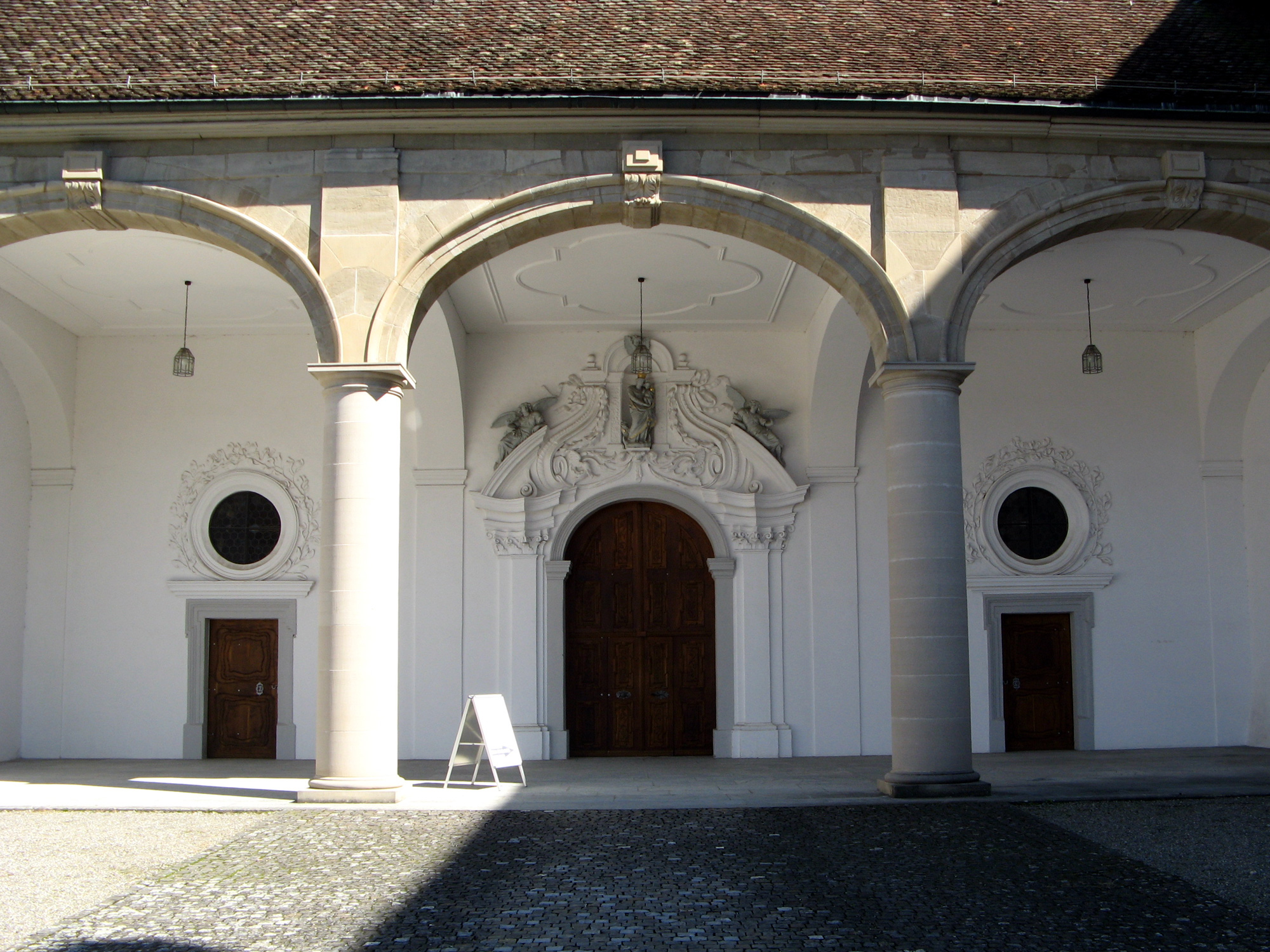
Hauptportal

Wenige Monate nach Amtsantritt präsentierte Abt Plazidus Zurlauben im Jahr 1685 dem Konvent ein umfangreiches Umbauvorhaben. Nach Plänen des Vorarlberger Baumeisters Caspar Moosbrugger entstanden mehrere neue Konventgebäude. An die Klosterkirche wurden zwischen 1686 und 1690 eine Sakristei und eine neue Abtskapelle angefügt, während die Krypta neue Korridore erhielt. Trotz der verschiedenen kleineren Baumassnahmen war das Gebäude in seinen Grundzügen noch immer romanisch geprägt, die Mönche empfanden es als kalt und feucht. Ende Mai 1694 legte Abt Plazidus einen Plan vor, der den teilweisen Umbau der Klosterkirche vorsah. Gemäss dem Entwurf des Tessiner Stuckateurs Giovanni Battista Bettini sollte das Kirchenschiff vollständig durch ein Oktogon ersetzt werden, die übrigen Gebäudeteile erhalten bleiben und renoviert werden. Caspar Moosbrugger und Hieronymus Schmid, ein weiterer Baumeister, kamen im November nach Muri, um Gutachten zu Bettinis Entwurf zu erstellen. Schliesslich erteilte das Kapitel am 6. Dezember 1694 seine Zustimmung.

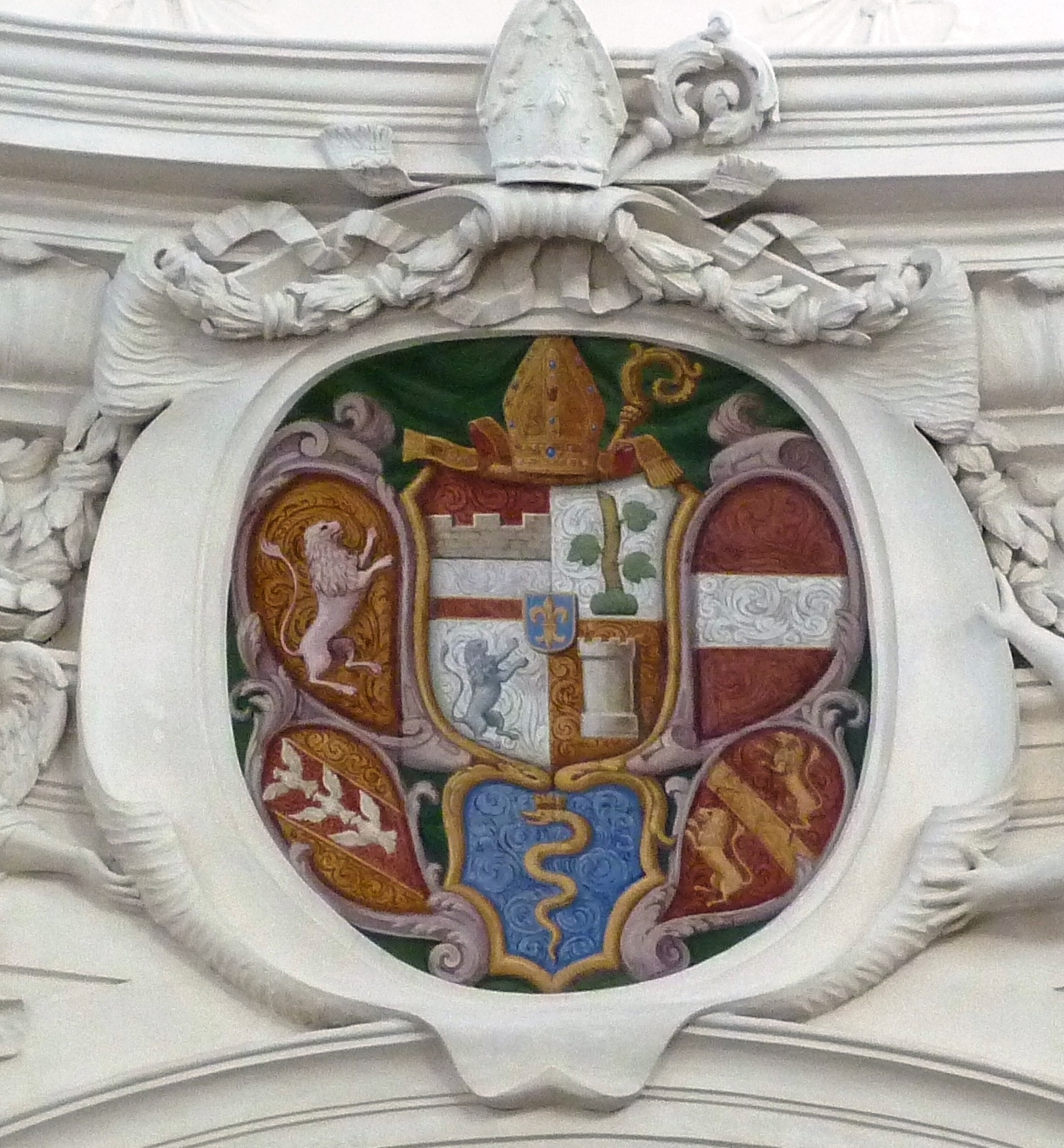
Wappen von Fürstabt Placidus Zurlauben im Oktogon, mit steigendem Habsburger Löwen und österreichischem Bindenschild

Die Bauleitung hatte Bettini inne, der auch die Stuckaturarbeiten übernahm. Am 10. April 1695 segnete der Abt den Eckstein. Im zweiten Baujahr brach man die Vorhalle ab und errichtete sie weiter westlich, gleichzeitig wurden die Türme ausgebessert. Den Lettner brach man ebenfalls ab und ersetzte ihn durch ein Chorgitter, ausserdem erstellte man die Altäre der Katakombenheiligen neu. Francesco Antonio Giorgioli malte die Kuppelfresken und neue Altarbilder, während Johann Baptist Wickart verschiedene Bildhauerarbeiten durchführte und einheimische Künstler die bestehende Ausstattung umarbeiteten oder ergänzten. Nuntius Michelangelo Conti (der spätere Papst Innozenz XIII.) weihte die Klosterkirche am 5. Mai 1697. Um Platz für das Oktogon zu schaffen, musste der grösste Teil des Nordtraktes des Kreuzgangs abgerissen werden; im verbliebenen Teil liess Abt Plazidus im Jahr 1698 die Loretokapelle einrichten. Die Kosten für den Umbau der Klosterkirche beliefen sich auf 27'565 Gulden. Im Jahr 1700 waren die letzten Dekorationsarbeiten vollendet.
In den nächsten Jahrzehnten folgten einige Ausbesserungen in den übrigen Teilen der Klosterkirche; beispielsweise überholte Giorgioli 1718 die Fresken im Chor. Fürstabt Gerold Haimb liess zwischen 1743 und 1750 fast die gesamte hölzerne Innenausstattung im Rokoko-Stil erneuern. Diese Arbeiten standen unter der Leitung zweier süddeutscher Meister, des fürstenbergischen Hofschreiners Matthäus Baisch und des Allgäuer Malers Franz Joseph Spiegler. Erneuert wurden das Altarhaus mit dem Hochaltar und dem Abtsthron, die Querschiffaltäre, die vier Altäre im Mönchschor, die beiden Altäre der Katakombenheiligen sowie die Abtskapelle. Hinzu kamen ein neues Chorgitter, eine Kanzel und ein Epitaph zum Gedenken an die Stifterfamilie der Habsburger. Die ebenfalls geplante Erneuerung der Aussenfassade unterblieb. Ebenfalls nicht zur Ausführung gelangte die in den 1790er Jahren geplante Erweiterung der Klosterkirche nach Plänen von Valentin Lehmann, da sich die politischen Ereignisse überschlugen und die Abtei einen grossen Teil ihres Besitzes verlor. Das Gebäude wäre in einen neuen monumentalen Nordflügel mit 46 Achsen integriert worden. Geplant war auch ein Kirchturm, dessen Turmerdgeschoss allein die drei Stockwerke des Klosters überragt hätte.

### Weitere Entwicklung

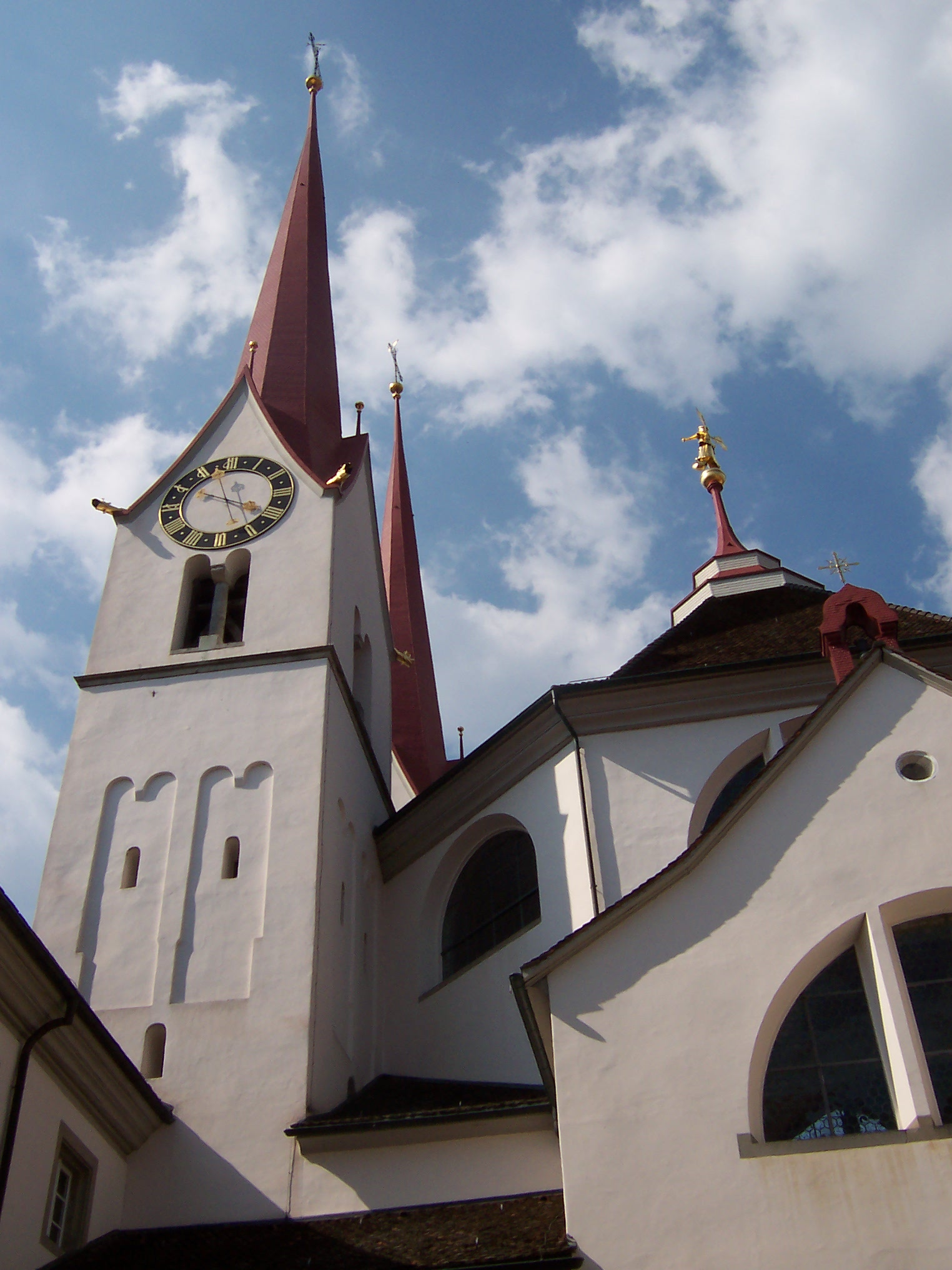
Südturm und Kuppel der Klosterkirche, vom Kreuzgangshof aus gesehen

Nach bürgerkriegsähnlichen Unruhen im Freiamt beschloss der Grosse Rat des Kantons Aargau am 13. Januar 1841 die Aufhebung aller Klöster. Von dieser Massnahme war auch das Kloster Muri betroffen. In der Folge blieb die Klosterkirche zunächst mehrere Jahre geschlossen und ungenutzt. Der erste Gottesdienst fand erst wieder am Martinstag (11. November) 1850 statt. Die katholische Kirchgemeinde Muri anerkannte 1863 die Klosterkirche neben St. Goar als zweite Pfarrkirche. Sie blieb aber vorerst im Besitz des Kantons, der damals auch die übrigen Klosterbauten verwaltete und nur die allernötigsten Reparaturen veranlasste.
Bei einem verheerenden Brand am 21. August 1889 brannte der Ostflügel des Klosters aus. Das Feuer beschädigte die angrenzende Abtskapelle derart stark, dass sie zusammen mit der darunter liegenden Sakristei abgebrochen werden musste. Ein Übergreifen der Flammen auf den Chor der Klosterkirche konnte knapp abgewendet werden, jedoch erlitt der Hochaltar erhebliche Schäden. Ende November 1928 fielen Stuckteile von der Kuppeldecke, was den Kanton dazu bewog, zwischen 1929 und 1933 eine erste grössere Innenrestaurierung durchzuführen. Diese stand unter der Leitung des Kunsthistorikers Josef Zemp. Unter anderem legte man Giorgiolis Fresken wieder frei, die 100 Jahre zuvor von Pater Leodegar Kretz übermalt worden waren. Ausserdem entfeuchtete man die Ostwand, die bei den Löscharbeiten von 1889 viel Wasser aufgesogen hatte. Eine am Nordturm angebrachte Tafel erinnert an Zemps Verdienste.
In den 1920er Jahren gab es erstmals Überlegungen, die Klosterkirche an die katholische Kirchgemeinde oder sogar an die neu gegründete reformierte Kirchgemeinde zu übergeben. Schliesslich schlossen die katholische Kirchgemeinde und der Kanton 1939 einen Rückgabevertrag, der auch einen Renovationsfonds umfasste. Die feierliche Übergabe erfolgte am 13. Januar 1941, genau 100 Jahre nach der Klosteraufhebung. Die erste umfassende Aussenrestaurierung der Klosterkirche erfolgte zwischen 1953 und 1957, eine zweite 1996/97. Die Innenausstattung wird seit 1961 etappenweise restauriert.

## Äusseres

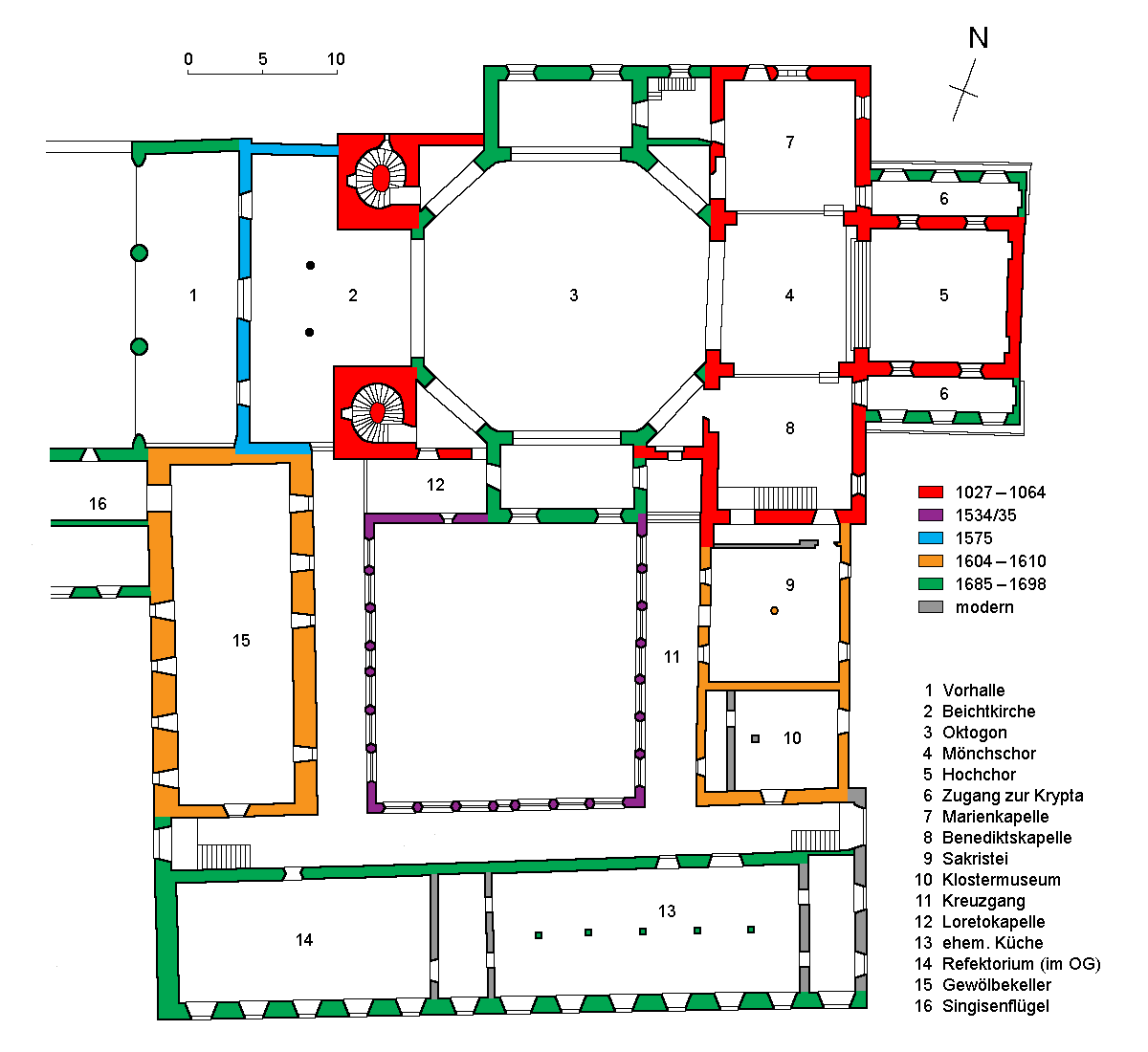
Grundriss der Klosterkirche und des angrenzenden Konventflügels

Die Klosterkirche ist geostet und befindet sich auf einer leicht nach Osten und Norden abfallenden Geländeterrasse. Im Westen wird sie teilweise, im Süden und Osten ganz von anderen Klostergebäuden abgedeckt, während die Fernsicht vom Norden her frei ist. Architektonisch ist die Kirche über die Jahrhunderte zu einer Einheit aus Romanik, Gotik und Barock verwachsen, gekennzeichnet durch kubische Strenge, reiche Gliederung und vielfältige Abstufungen. Das Gebäude besteht überwiegend aus weiss verputztem Bruchsteinmauerwerk. Aus Hausteinen gefertigt sind die Ecklisenen, die Gewände, die Masswerke und Gesimse, ebenso die Front der Vorhalle und das Hauptportal. Das Kirchengebäude ist insgesamt 60 Meter lang, das Querschiff 31 Meter. Eine Vielfalt an Wandöffnungen gliedern den Baukörper. Das Oktogon besitzt grosse Thermenfenster, der Chor schmale rundbogige Lichter, das Querhaus ein spätgotisches Masswerkfenster und eine romanische Blendarkade.
Gegen Westen öffnet sich die Vorhalle in drei profilierten Korbbögen. Sie besitzen Konsolen-Schlusssteine und ruhen auf toskanischen Säulen; die Zwickelfelder sind eingetieft. Das Hauptportal ist das Werk dreier Meister: Laibungen, Nische und Konsole stammen von Hans Dub (1575), die Figuren von Simon Bachmann (1650), die Ornamente von Giovanni Battista Bettini (1696). Der Nord- und der Südturm an der Westfassade (beide 1558 erbaut) sind bis zu den steil und konkav geschweiften Wimpergen jeweils 32 Meter hoch und besitzen eine Grundfläche von 6,5 × 5,5 Metern. Auf den achtkantigen Spitzhelmen sind Turmkugel und Kreuz angebracht. Die 25 Meter hohe Zentralkuppel wird von einer Kugel bekrönt, auf der ein Posaunenengel steht. Über der Vierung des Querschiffs erhebt sich ein achtseitiger, im Jahr 1491 erbauter Dachreiter, der wegen des Hahns an der Spitze die schweizerdeutsche Bezeichnung «Güggelturm» trägt.

## Innenraum

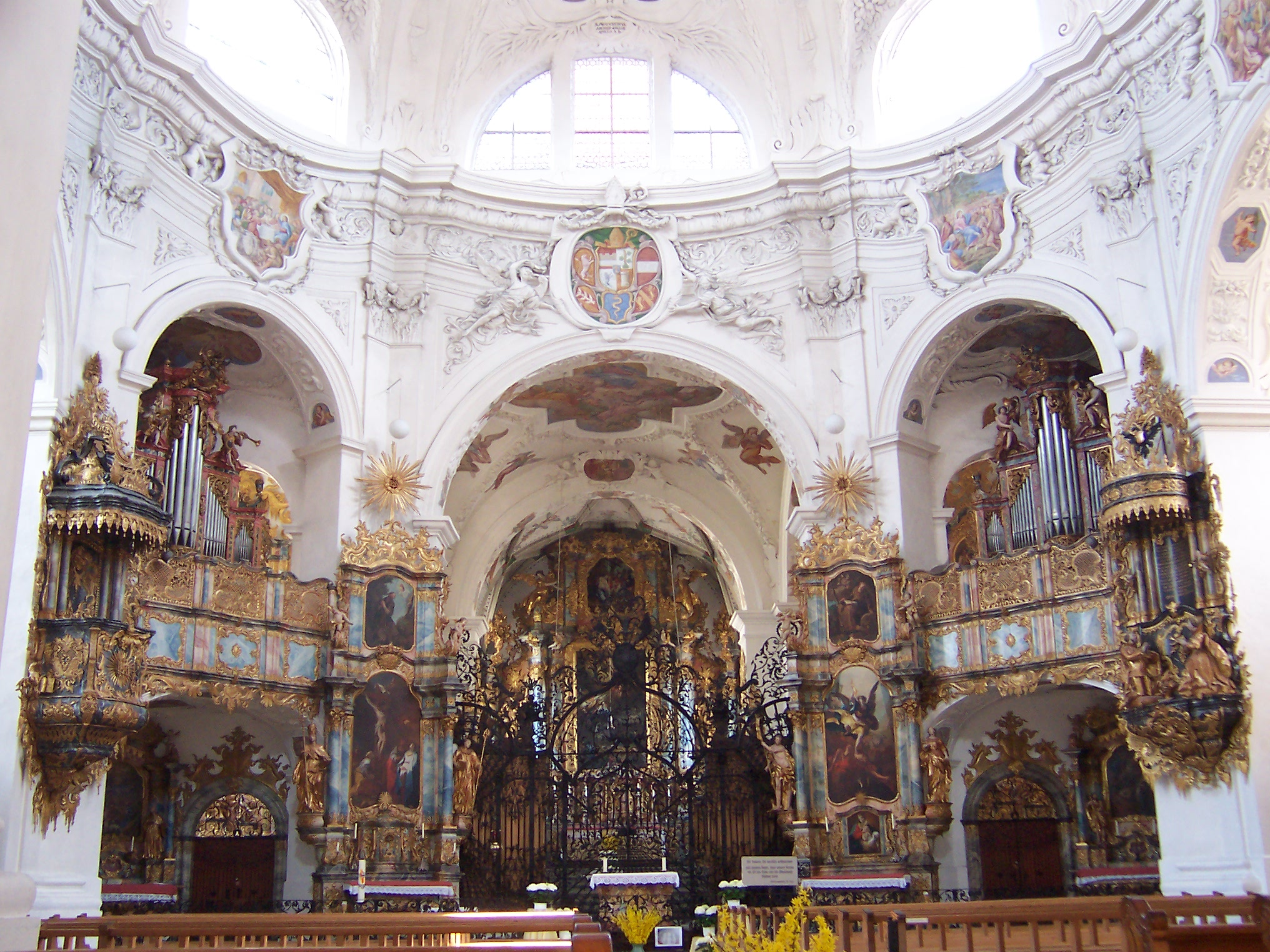
Innenraum der Klosterkirche

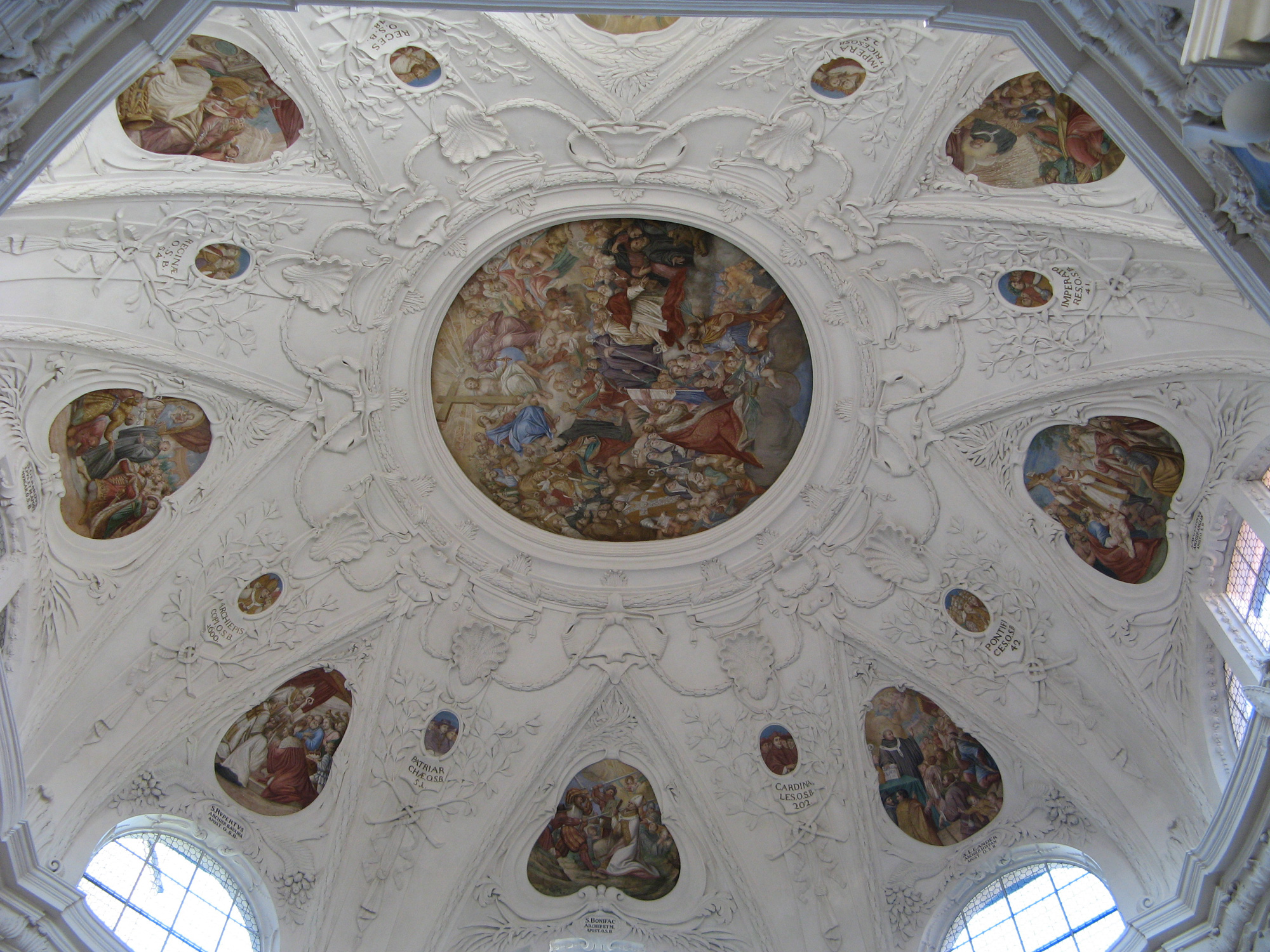
Decke der Kuppel des Oktogons

Durch das Hauptportal gelangt man in die niedrige Beichtkirche. An den Seiten befinden sich die Fundamente der beiden Kirchtürme, dazwischen tragen zwei toskanische Säulen eine Empore mit der Grossen Orgel.

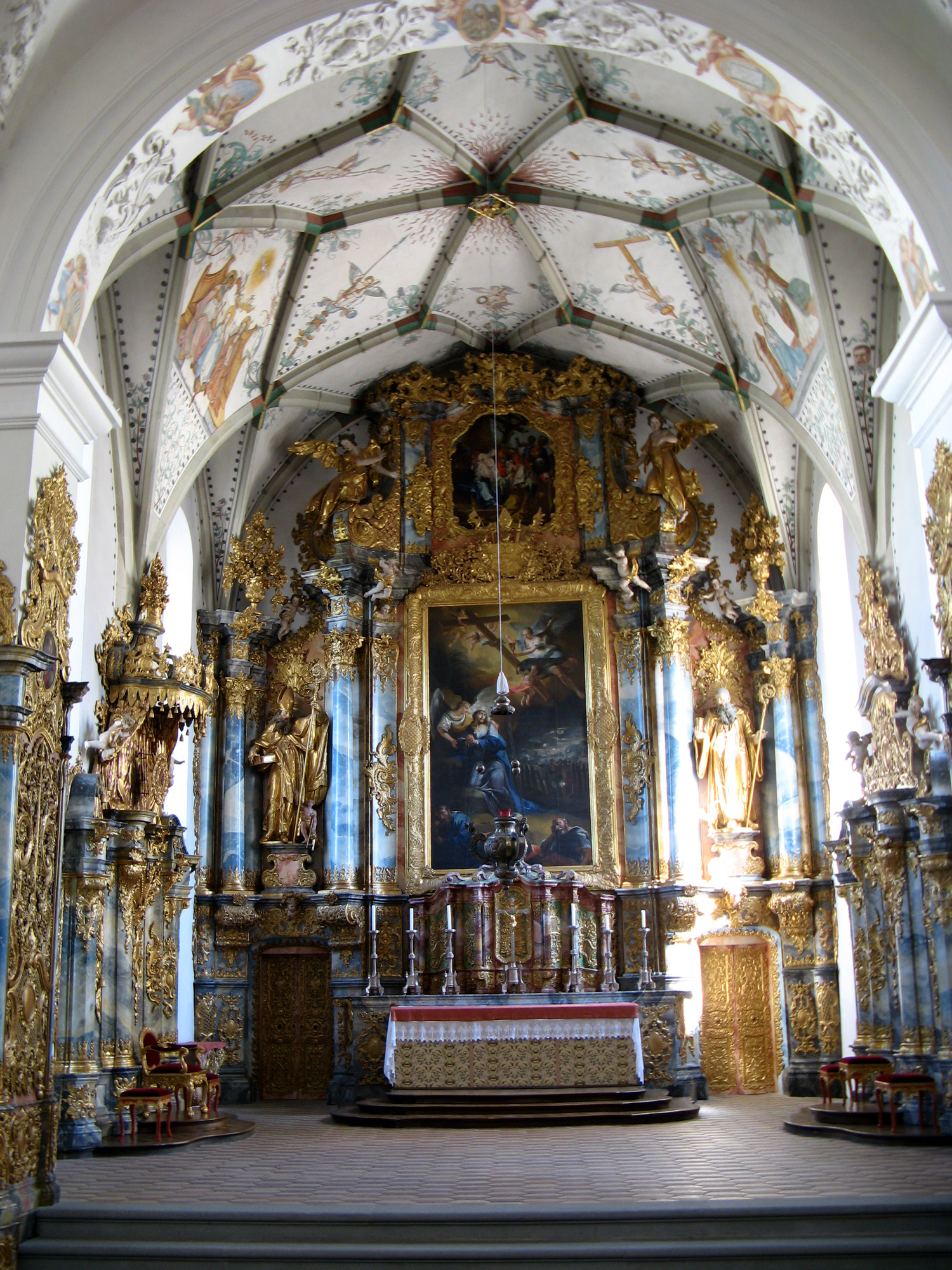
Hochchor

Ein grosser Bogen bildet den Übergang von der Beichtkirche zum zentralen Oktogon. Von dort aus führen drei gleichartige Bögen zur Vierung im Osten, zum Leontiusaltar im Norden und zum Benediktaltar im Süden. Hinzu kommen schmalere Öffnungen zu vier kleinen Emporen in den Diagonalachsen. Darin befinden sich der Petrusaltar (im Nordosten), der Kreuzabnahmealtar (im Südosten) sowie die Eingänge zu den Kirchtürmen (Nordwesten bzw. Südwesten). Die Diagonalräume entstanden durch das Hineinfügen des Oktogons in einen annähernd quadratischen Grundriss. Über den Rundarkaden der Haupt- und Diagonalachsen, die durch Pilaster voneinander getrennt sind, verläuft ein durchgehendes Kranzgesims. An den acht Eckpunkten ist das Sterngewölbe der Kuppel verankert. Dieses ruht ohne Attika oder Tambour auf dem Gebälk.
Östlich des Oktogons folgt die Vierung (Mönchschor). Diese liegt drei Treppenstufen höher und wird weitgehend vom Chorgestühl dominiert. Schmale Durchgänge führen zu den Seitenarmen, in denen Kapellen für die Muttergottes und den heiligen Benedikt von Nursia eingerichtet sind. Von der im südlichen Querschiffarm gelegenen Benediktkapelle aus gelangt man über eine Treppe ins Hauptgeschoss des Konventflügels, von der Muttergotteskapelle aus hinauf zum Güggelturm. Sechs Treppenstufen führen von der Vierung in den annähernd quadratischen, an der Ostwand leicht abgewinkelten Hochchor (Altarhaus).
Etwa zwei Meter unter dem Boden des Hochchors und des Querschiffs befindet sich die aus dem 11. Jahrhundert stammende Krypta. Sechs attische Säulen aus Sandstein unterteilen die Halle in drei Schiffe, Kreuzgratgewölbe überspannen die annähernd quadratischen Joche. Die Kapitelle sind ungewöhnlich niedrig, was für die Zeit um 1030 eine typische Bauweise war. Ursprünglich betrat man die Krypta von der Vierung her, heute von den Querschiffkapellen aus durch Korridore. Die Korridore mit den überwölbten Treppen waren 1890 entdeckt und 1933/34 freigelegt worden; ausserdem erhielt die Krypta damals die drei heutigen Stichbogenfenster an der Ostwand.

## Gräber
Unter dem Boden des Oktogons befinden sich vier Gräber, die letztmals 1953 geöffnet und untersucht wurden. Bei dreien handelt es sich um nebeneinander liegende Schachtgräber. Das nördliche enthält die sterblichen Überreste eines Mannes und eines Kindes, das mittlere das Skelett einer Frau. Aufgrund übereinstimmender Angaben in den Acta Murensia, im «Spiegel des Erzhauses Österreich» von Johann Jakob Fugger und weiteren Aufzeichnungen kann mit hoher Wahrscheinlichkeit angenommen werden, dass im nördlichen Grab Radbot von Habsburg und im mittleren Grab Ita von Lothringen begraben liegt. Itas Grab liegt exakt in der zentralen Achse der Kirche, bis zu Beginn des 17. Jahrhunderts markierte ein Tischgrab die Grabstelle. Das südliche Grab enthält Skelettfragmente mehrerer Personen, die ursprünglich unter der heutigen Beichtkirche begraben lagen und deren Gräber später aufgehoben wurden. Vermutlich handelt es sich um folgende Personen: Graf Werner I. (dritter Sohn Radbots), Graf Albrecht I. (zweiter Sohn Radbots), Richenza von Lenzburg (Tochter Radbots), Regulinda (Ehefrau von Werner I.), Graf Otto II. (ältester Sohn von Werner I.), Werner II. (Sohn von Otto II.) und Heilwig von Kyburg (Ehefrau von Graf Albrecht IV. und Mutter von König Rudolf I.). Etwas weiter westlich befindet sich das Grab von Abt Johann Jodok Singisen, der aufgrund seiner zahlreichen Reformen als zweiter Stifter des Klosters gilt.

## Ausstattung

### Beichtkirche
Ein Freskengemälde mit der Szene des Einzugs Christi in Jerusalem schmückt die Mitte der Decke. Thematisch angepasst an die Funktion als Beichtraum gibt es links und rechts kleinere Gemälde zu den Themen Barmherzigkeit und Überwindung von Zweifeln, gefolgt von Bildern der vier grossen Propheten Daniel, Jesaja, Ezechiel und Jeremia. Ein weiteres Gemälde über der Orgelempore stellt den Sturz Luzifers dar. Die Beichtkirche enthält drei geschnitzte Beichtstühle (von ursprünglich acht) des einheimischen Künstlers Hans Jost Müller sowie das Kassenhäuschen für die Ausstellungen im angrenzenden Kreuzgang.

### Oktogon

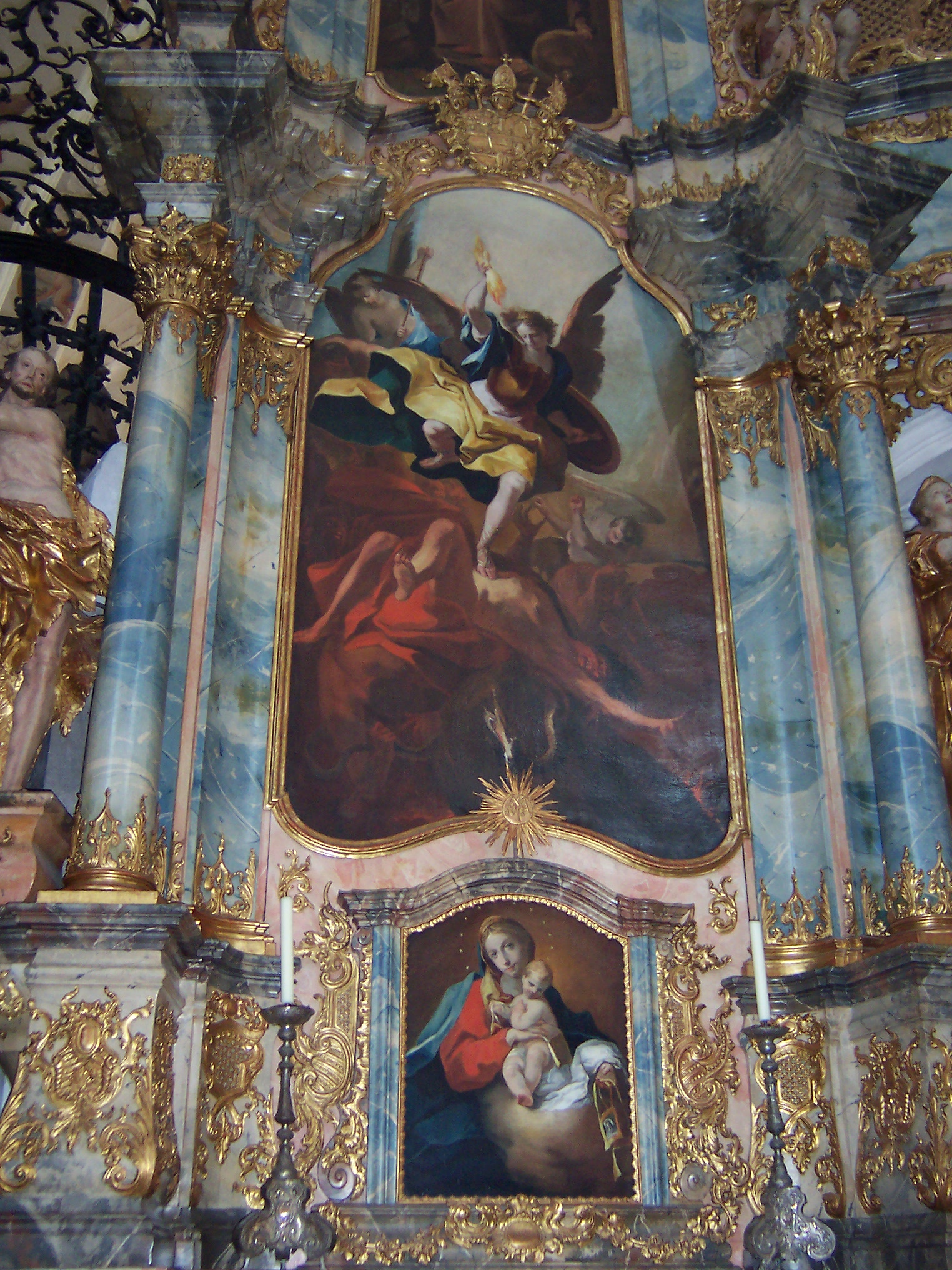
Michaelsaltar

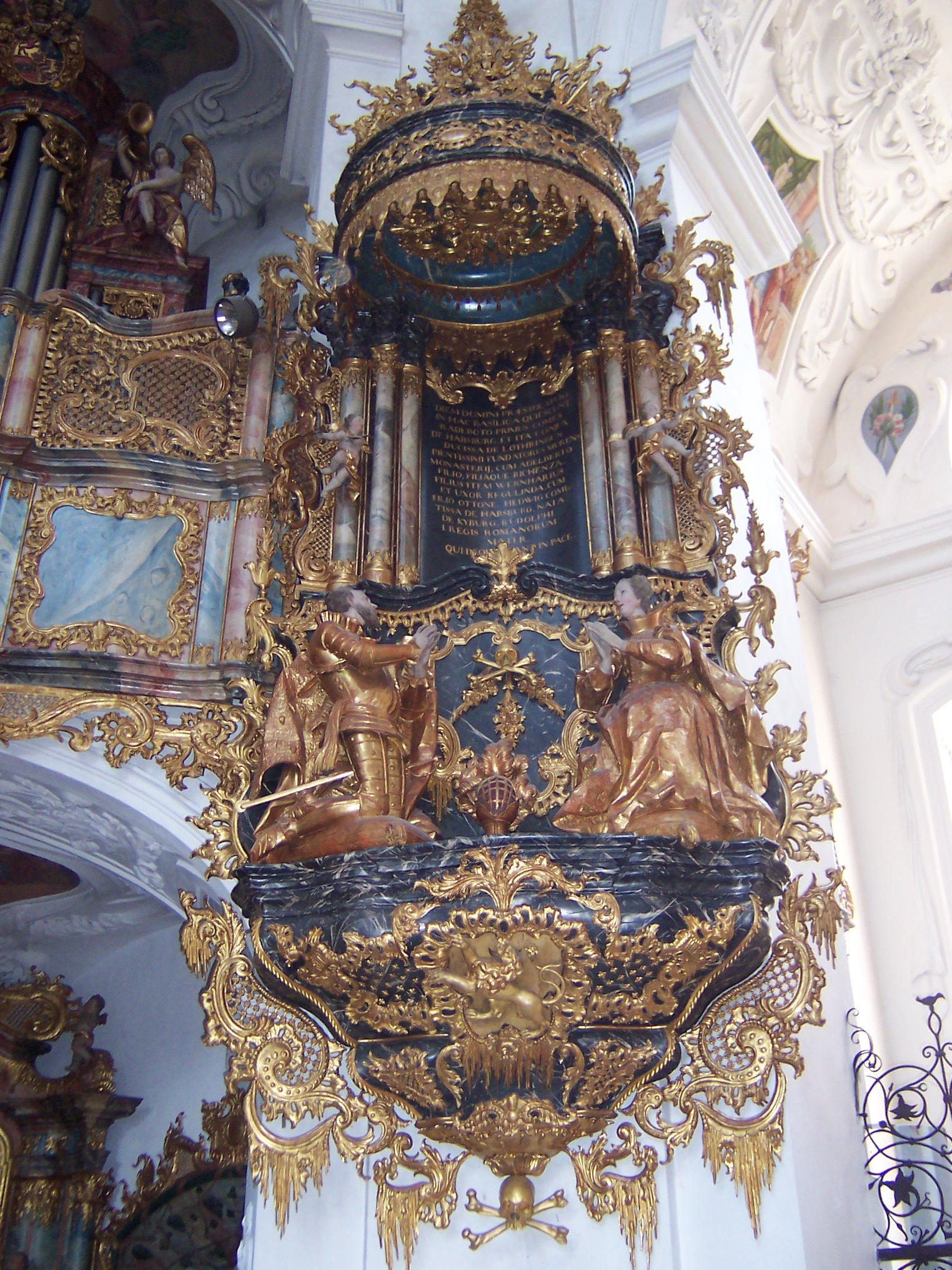
Habsburger-Epitaph

Die Kuppelmitte ziert ein rundes Allerheiligen-Motiv mit 100 Heiligen, die auf Wolken kniend beten. Die Kuppelzwickel zeigen benediktinische Missionare: Augustinus von Canterbury, Ansgar, Adalbert, Willibrord, Gerhard, Rupert, Bonifatius und Leander. Hinzu kommen acht Gemälde über den Bogenscheiteln. Sie zeigen das Wappen von Abt Plazidus Zurlauben, die Brotvermehrung, die Heilung des Gichtbrüchigen, Petri Fischzug, ein Zifferblatt mit Engel und Sanduhr, die Tempelreinigung, die Heilung des Blinden und die Hochzeit zu Kana.
Die sechs konzentrisch im Oktogon angeordneten Altäre besitzen über geraden oder gebauchten Mensen ein- und zweigeschossige Säulenretabel, die nach Grösse und Proportion stark variieren. Am grössten und stattlichsten sind der Leontiusaltar im nördlichen und der Benediktaltar im südlichen Seitenraum, welche die aus Rom überführten Reliquien zweier Katakombenheiliger enthalten. Die Statuen der Titelheiligen wurden von den Vorgängeraltären (1696/97 von Johann Baptist Wickart geschaffen) übernommen, die übrigen Figuren schuf Joseph Anton Hops vier Jahrzehnte später. Das Oberblatt des Leontiusaltars zeigt Maria vom Siege, umgeben von den Statuen des Leontius sowie der Heiligen Petrus, Paulus, Ursus und Victor. Auf dem Oberblatt des Benediktaltars ist Josef von Nazaret abgebildet, umgeben von den Statuen des Benedikt sowie der Heiligen Anna und von vier Äbten.
In der nordöstlichen und der südöstlichen Nische unter den Orgelemporen stehen der Petrusaltar bzw. der Kreuzabnahmealtar. Hier ruhen die Säulenretabel auf stark ausladenden Mensen, während die von Johann Michael Winterhalder geschaffenen Figuren innerhalb der Ädikula platziert sind. Das Altarbild des Petrusaltars zeigt die Schlüsselübergabe an Petrus, die Figuren stellen die Heiligen Antonius und Wendelin dar. Den Kreuzabnahmealtar (mit entsprechendem Altarbild) zieren Figuren der Heiligen Christophorus und Hieronymus. Schliesslich stehen an den Vierungspfeilern links und rechts des Chorbogens der Heiligkreuz- und der Michaelsaltar. Ersterer besitzt ein Tabernakel sowie Figuren der Heiligen Gregor und Magnus, während das Hauptblatt den Gekreuzigten und das Oberblatt Niklaus von Flüe darstellt. Letzterer besitzt ein Brustbild der Muttergottes sowie Figuren der Heiligen Johannes der Täufer und Ursula; das Hauptblatt zeigt den Sieg des Erzengels über Luzifer, das Oberblatt den Heiligen Gallus mit dem Bären. Die Figuren werden Joseph Anton Hops zugeschrieben, die Bilder Franz Joseph Spiegler.
An der Wand zwischen Leontius- und Petrusaltar ist die Kanzel angebracht. Sie ist reich mit Rocaille-, Akanthus- und Tropfstein-Formen verziert. Vier geschnitzte Figuren stellen die Evangelisten dar. Der rechteckige Kanzelkorb ist trichterförmig hochgezogen, der Kanzeldeckel trägt Volutenbügel. Das Gegenstück zur Kanzel bildet das an der Wand zwischen Kreuzabnahme- und Benediktaltar hängende Stifterdenkmal. Dieser Epitaph erinnert an die Stifter des Klosters, Ita von Lothringen und Radbot von Habsburg, die in Form kniender und betender Holzfiguren dargestellt werden. Die Figuren flankieren das Wappen der Habsburger, darüber befindet sich eine Inschriftentafel. Den Baldachin bekrönt ein österreichisches Bindenschild mit Doppeladler.

### Vierung (Mönchschor)

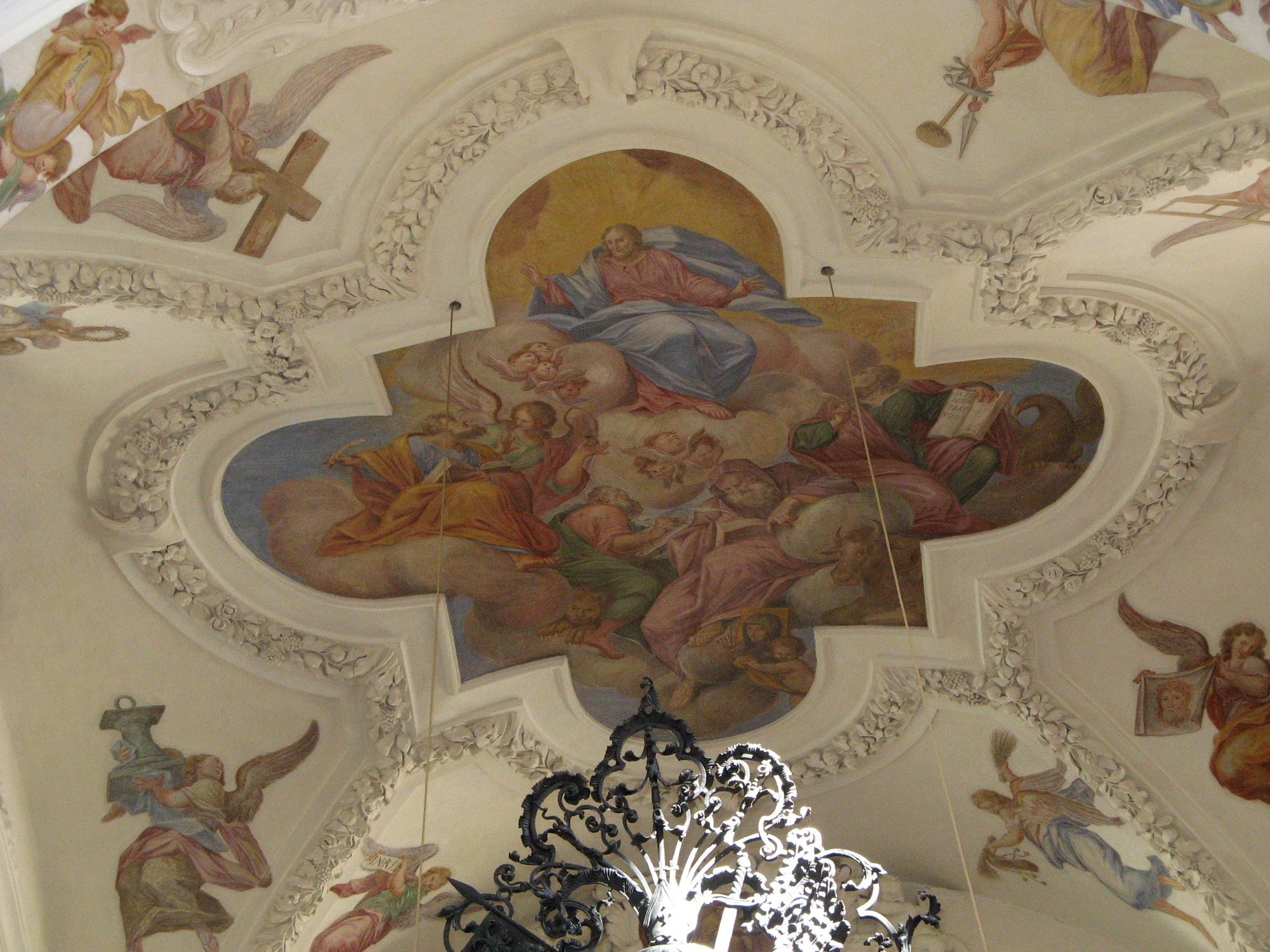
Decke der Vierung

Ein Chorgitter trennt das Oktogon von der angrenzenden Vierung (Mönchschor). Johann Jakob Hoffner, der Konstanzer Stadtschlosser, schuf das Gitter in den Jahren 1745/46. Dessen Mittelteil besteht aus einem perspektivistischen Kielbogen, daran schliessen sich zwei Flügel in Form von Halbbögen an. Das Gitter ist mit Akanthusmotiven, Bandwerk und Rocaillewerk ornamental gestaltet, wobei die Muster so angeordnet sind, dass ein dreidimensionaler Eindruck entsteht. Fruchtmotive und das Wappen von Fürstabt Gerold Haimb ergänzen die Bekrönung.
Auf dem Hauptfresko an der Decke der Vierung sind in einem Stuckrahmen in Form einer Vierpass-Variante Christus und die vier Evangelisten mit ihren Symbolen auf Wolken sitzend dargestellt. Acht Engel mit den Arma Christi umgeben das Bild. In Stuckkartuschen, die seitlich an den Vierungsbögen angebracht sind, sieht man die vier Kirchenväter. 
Das zweiteilige Chorgestühl im Mönchschor ist ein Werk des aus Muri stammenden Bildschnitzers und Zeichners Simon Bachmann. Er begann 1650 aus eigenem Antrieb mit der Arbeit und beendete sie neun Jahre später; zum Dank erhielt er eine lebenslange Pfründe. Fast das gesamte Chorgestühl besteht aus Eichenholz, Ausnahmen sind Reliefs und Wappendarstellungen aus Lindenholz. Die 44 Sitze ordnete Bachmann, erstmals für die Schweiz, in drei Reihen an; die Sitze für Abt, Dekan, Subprior und Senior stehen rechtwinklig zu den beiden Längsreihen. Komposite Säulen tragen ein verkröpftes Gebälk und eine dichte Folge runder und dreieckiger Giebel. Auf dem durchlaufenden Postament stehen 26 geschnitzte Heiligenfiguren (Evangelisten, Apostel, Kirchenlehrer und in Muri verehrte Heilige). Die Felder zwischen den Säulen sind mit Reliefs geschmückt, auf denen die Jugend und die Passion Christi abgebildet sind. Über den Türen und den Mittelgängen befinden sich Wappenreliefs der Äbte Dominikus Tschudi und Bonaventura Honegger sowie des Konvents. Bachmanns Chorgestühl gehört zu den bedeutendsten Schweizer Bildschnitzerwerken des 17. Jahrhunderts.

### Querschiff
Matthäus Baisch übernahm für die Muttergotteskapelle im nördlichen Querschiffarm mehrere 1683/84 von Johann Baptist Wickart geschnitzte Figuren. Sie stellen die Heiligen Katharina, Barbara, Agatha und Margareta dar. Von Baisch selbst stammen Statuen der Muttergottes und zweier Engel. Das Hauptblatt zeigt den Tod Marias, das Oberblatt Christus mit dem Kreuz auf dem Wolkenthron. Die Hauptfiguren der Benediktkapelle im südlichen Querschiffarm stammen ebenfalls vom früheren Altar. Sie wurden 1660 von einem anonymen Künstler angefertigt und stellen vier benediktinische Äbte dar. Auf dem Hauptblatt ist der Tod des Benedikt von Nursia zu sehen, auf dem Oberblatt die Muttergottes mit zwei Äbten. Das Motiv des Deckengemäldes in der Marienkapelle ist die Krönung Mariens, in der Benediktkapelle die Apotheose des Benedikt von Nursia.

### Hochchor

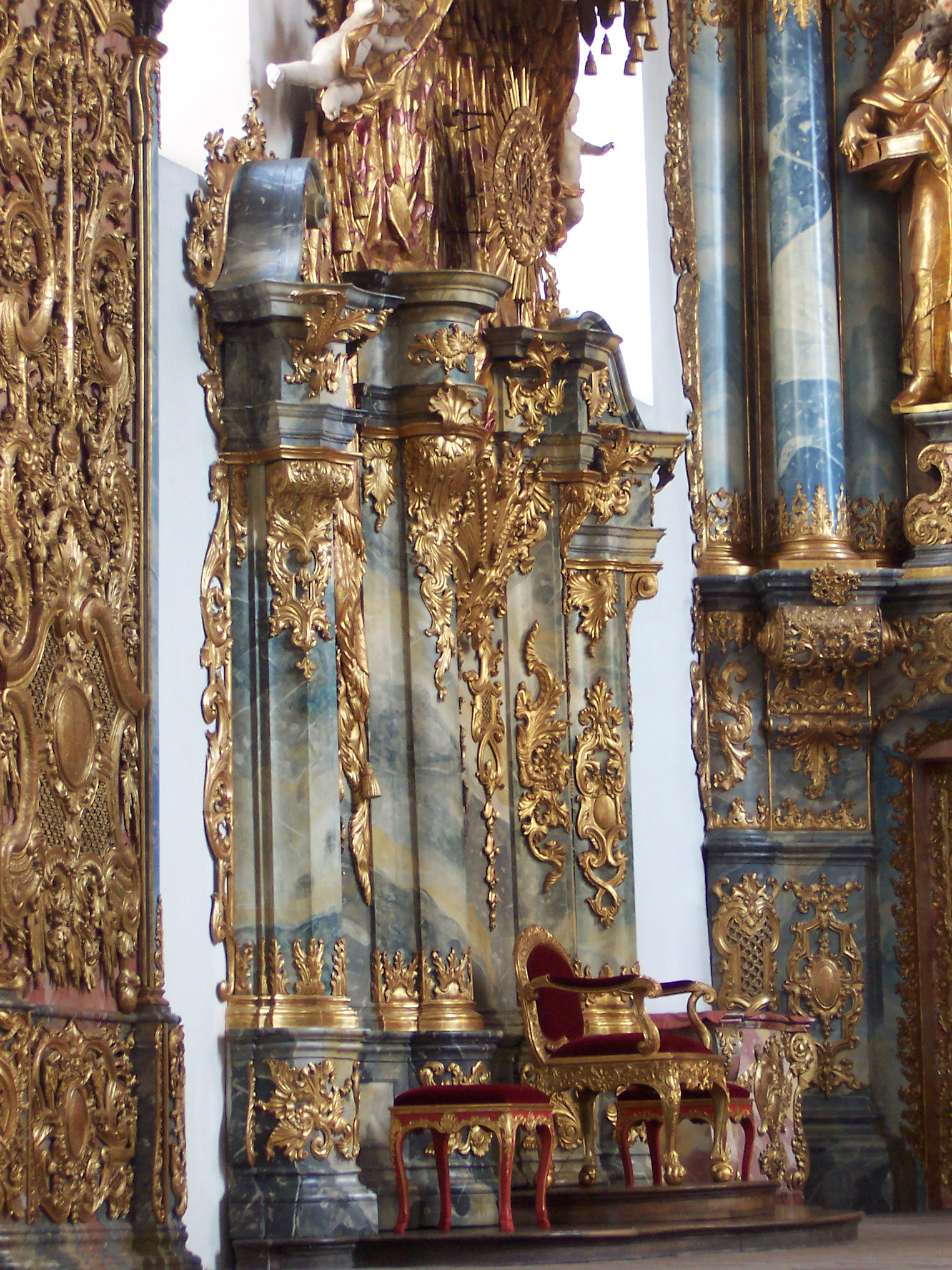
Abtsthron

Der Hochaltar, stilistisch am Übergang von Régence zu Rokoko, nimmt die gesamte Ostwand des Hochchors ein. Er wirkt weniger durch seine Architektur (beispielsweise sind die Säulen unterschiedlich hoch), sondern mehr durch seine zahlreichen vergoldeten Schnitzereien, welche die blau-weiss marmorierten Glieder verzieren. Die Säulensockel enthalten Türen, die einst zur Sakristei und zur Abtskapelle führten (beide 1889 abgebrannt). Das Hauptbild (Hauptblatt) stellt Christus am Ölberg dar, das Oberblatt die Anbetung der Könige.
Auf den Sockeln stehen Statuen, links Martin von Tours, rechts Benedikt von Nursia; als Bildhauer wird Joseph Anton Hops vermutet. Das breit und fliessend wirkende Bandwerk besteht aus Akanthus- und Muschelmotiven. Zwischen dem Haupt- und dem Oberbild ist das geschnitzte Wappen des Fürstabtes Gerold Haimb zu finden.
An den Seitenwänden des Hochchors befinden sich der Abtsthron auf der Evangelienseite und die Zelebrantensitze auf der Epistelseite. Die Sessel stehen auf niedrigen Parkettstufen vor geschnitztem Gebälk, das durch Pilaster dreigeteilt ist. Über dem Abtsthron ist zusätzlich ein Baldachin angebracht.  Über dem Hochchor ragt ein Sterngewölbe mit dem Wappen von Abt Laurentius von Heidegg.

### Orgeln

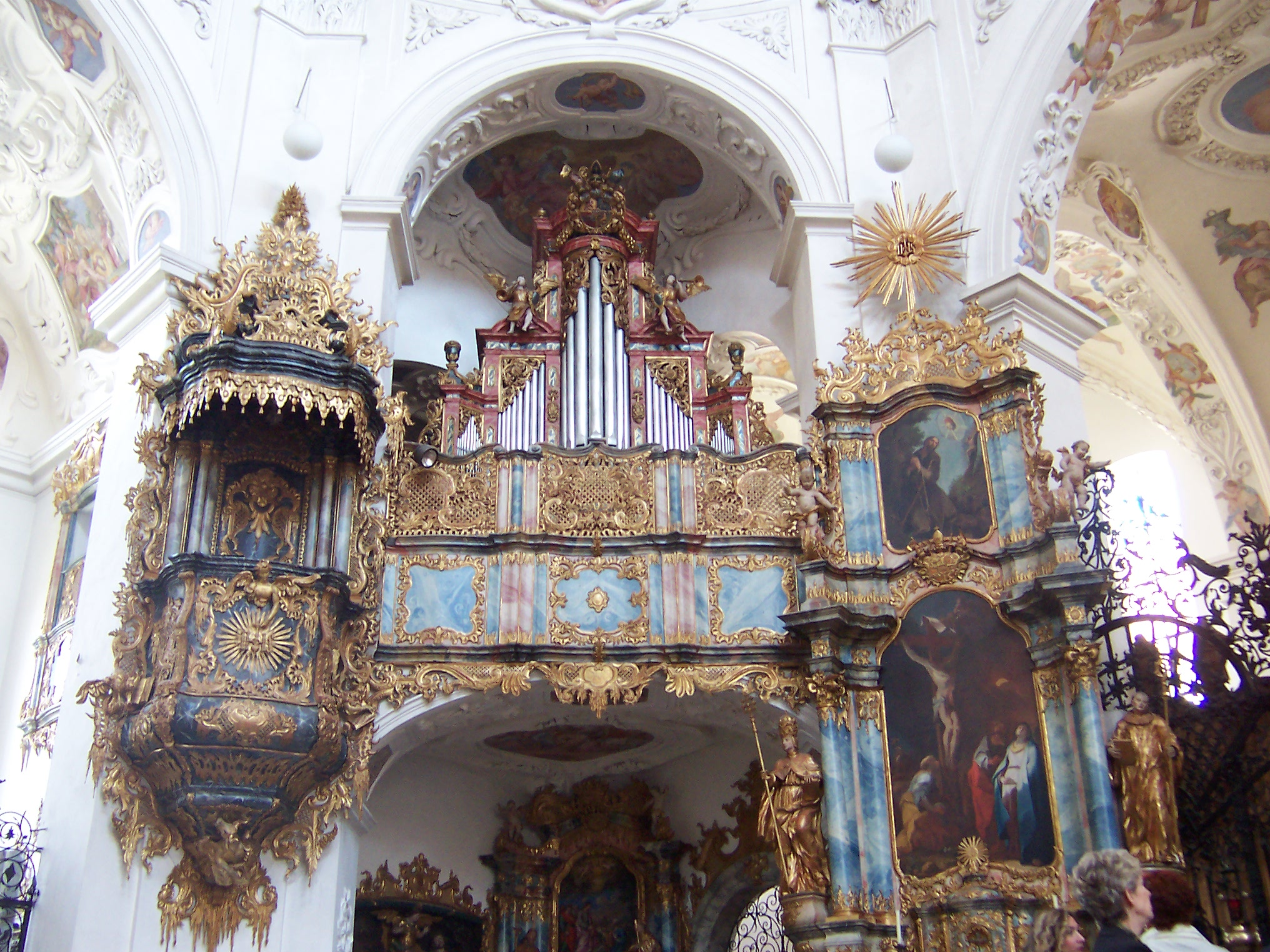
Evangelienorgel und Kanzel

Die Klosterkirche besitzt fünf Orgeln unterschiedlicher Grösse. Auf der westlichen Empore über der Beichtkirche erhebt sich die «Grosse Orgel». Sie wurde zwischen 1619 und 1630 von Thomas Schott erbaut und besitzt 34 Register. Ohne Rücksicht auf die historische Substanz räumte die Firma Orgelbau Goll das Gehäuse 1919/20 vollständig aus und veränderte die Disposition grundlegend, da die Orgel gemäss dem damaligen Zeitgeist als veraltet galt. Der Restaurator Josef Brühlmann und der Orgelbauer Bernhardt Edskes von Metzler Orgelbau rekonstruierten die Grosse Orgel zwischen 1965 und 1972, wobei sie darauf achteten, den Originalzustand wo immer möglich wiederherzustellen.
In den Nischen beidseits des gegenüberliegenden Chorbogens befinden sich zwei weitere Emporen mit Orgeln. Rechts über dem Kreuzabnahmealtar steht die Epistelorgel mit 16 Registern, 1743 von Joseph und Victor Ferdinand Bossart erbaut. Im selben Jahr erbauten Vater und Sohn Bossart auch die Evangelienorgel mit acht Registern. Beide Orgeln sind von der äusseren Erscheinung her fast spiegelbildlich, die Unterschiede sind marginal. Hinzu kommen zwei transportable Kleinorgeln im Chor, ein Positiv und ein Regal. Dabei handelt es sich um originalgetreue Nachbildungen zweier Kleinorgeln aus dem 17. und 18. Jahrhundert, die 1992 von Bernhardt Edskes anfertigte.

### Glocken
In den Türmen der Klosterkirche hängen elf Glocken. Die Jubiläums- oder Leontiusglocke aus dem Jahr 1750 ist die grösste. Sie ist die einzige im Nordturm und wiegt rund 4300 kg bei einem Durchmesser von 190 cm. Die Reliefs zeigen die Verkündigung, den heiligen Benedikt, das Wappen von Fürstabt Gerold Haimb sowie den heiligen Martin mit Bettler. 1907 wurde sie in der Giesserei H. Rüetschi in Aarau umgegossen. Als einzige wird sie nicht manuell geläutet.
Sechs Glocken sind im Südturm zu finden. Die älteste, die Angelusglocke von 1551, wiegt rund 2200 kg bei 155 cm Durchmesser; das Relief zeigt doppelt die Wappen des Abtes Johann Christian vom Grüth und des Konvents. Aus dem Jahr 1679 stammen drei weitere Glocken. Die Vesperglocke (1100 kg, 125 cm) besitzt ein Relief mit dem heiligen Sebastian und dem Wappen von Abt Hieronymus Troger. Die Sturm- und Feuerglocke (550 kg, 95 cm) stellt den heiligen Michael dar, umgeben von Engeln und den Wappen von Abt und Konvent. Eine unbenannte Glocke (130 kg, 67 cm) zeigt eine Darstellung der Heiligen Agatha, Katharina, Antonius und Hieronymus. Aus dem Jahr 1750 stammt die Festglocke (200 kg, 65 cm) mit dem Wappen von Fürstabt Ambrosius Bloch, den heiligen Wendelin und der Muttergottes. Die Bruder-Klausen-Glocke von 1977 (360 kg) ersetzte die aus dem Jahr 1827 stammende Pestglocke, die sich heute im Kreuzgang befindet.
Der «Güggelturm» besitzt zwei Glocken. Die ältere mit einem Durchmesser von 96 cm wurde Ende des 15. Jahrhunderts gegossen. Die jüngere (66 cm) stammt aus dem Jahr 1602; als Relief abgebildet sind das Wappen von Abt Johann Jodok Singisen und des Konvents, der heilige Martin, die Muttergottes und der Gekreuzigte. Schliesslich hängen in den Dachreitern der beiden Seitenkapellen zwei weitere Glocken. Die Glocke auf der Leontiuskapelle (46 cm) stammt aus dem Jahr 1647 und besitzt Reliefs der Heiligen Martin und Leontius sowie der Muttergottes. 1695 gegossen wurde die Glocke auf der Benediktkapelle (43 cm), abgebildet ist das Wappen von Fürstabt Plazidus Zurlauben.
| Glocke | Name                           | Gewicht | Durchmesser | Gussjahr      | Giesser, Gussort                            | Schlagton | Hängung im                          |
| ------ | ------------------------------ | ------- | ----------- | ------------- | ------------------------------------------- | --------- | ----------------------------------- |
| 1      | Jubiläums- oder Leontiusglocke | 4300 kg | 190 cm      | 1907 (Umguss) | H. Rüetschi in Aarau                        | G°        | Nordturm                            |
| 2      | Angelusglocke                  | 2200 kg | 155 cm      | 1551          | Peter V. Füssli, Zürich                     | cis'      | Südturm                             |
| 3      | Vesperglocke                   | 1100 kg | 125 cm      | 1679          | Gebr. Rosier und Stephan Arnold, Lothringen | e'        | Südturm                             |
| 4      | Sturm- und Feuerglocke         | 550 kg  | 95 cm       | 1955          | H. Rüetschi in Aarau                        | g'        | Südturm                             |
| 5      | Bruder-Klausen-Glocke          | 360 kg  | ?           | 1977          | H. Rüetschi in Aarau                        | h'        | Südturm                             |
| 6      | Festglocke                     | 200 kg  | 65 cm       | 1750          | Gebr. Rosier, Lothringen                    | cis''     | Südturm                             |
| 7      | (ohne)                         | 130 kg  | 67 cm       | 1679          | Gebr. Rosier und Stephan Arnold, Lothringen | e''       | Südturm                             |
|        |                                |         |             |               |                                             |           |                                     |
| I      | –                              | ?       | 96 cm       | Ende 15. Jh.  | ?                                           | ?         | Güggelturm                          |
| II     | –                              | ?       | 66 cm       | 1602          | ?                                           | ?         | Güggelturm                          |
| III    | –                              | ?       | 46 cm       | 1647          | ?                                           | ?         | Dachreiter auf der Leontiuskapelle  |
| IV     | –                              | ?       | 43 cm       | 1695          | ?                                           | ?         | Dachreiter auf der Benediktskapelle |